# 戴凱文
戴凱文（1992年8月27日—，本名為戴啟明）為臺灣巴西混血的臺灣男演員、模特兒及主持人。2023年代表臺灣參加「全球先生Mister Global」比賽拿下第4名，為臺灣至今最好成績，卻遇網友質疑他的混血外表以及出生背景是否可以代表臺灣參賽，戴凱文則在社群媒體以影片全程臺語反擊，正面的應對除了證明自己是「正港」臺灣人也獲得網友熱情支持，短時間內Instagram粉絲破了10萬。於2024年擔綱第16屆中華民國總統副總統就職典禮國宴的舞台主持人以及2025年中華民國114年總統府元旦升旗典禮的主持人。

## 經歷
出生於巴拉圭亞松森市，父親來自臺灣雲林縣虎尾鎮，母親來自巴拉圭的La Niña鎮。凱文童年時因為父母從商，由從臺移民去巴西的祖父母扶養，成長及求學主要都在巴西聖保羅市，由於和祖父母生活，故自幼便學會用臺語溝通和唱臺語歌。2018年於巴西聖保羅市開立中醫復健綜合診所，2019年由於思念過世的阿嬤阿公，放下巴西的一切前往臺灣生活，想去感受自幼聽到他們口中的臺灣以及追尋自我的身份認同。在服完台灣兵役後，因緣際會下成為模特兒拍攝平面動態廣告、電視節目、電視主持等開啟了演藝事業。

## 獲獎
- 2023年 參加《台灣友誼先生》選拔賽榮獲第二名。
- 2023年 參加泰國《加拉信府先生》選拔賽榮獲冠軍。
- 2023年 參加泰國 《國際全球先生》選拔賽，台灣代表榮獲第四名[5]。

## 代言
- 2024年 肯德基代言人[6]

## 主持
- 2025年 第八屆 《台灣米其林指南》2025典禮主持人
- 2025年 臺北時裝週AW25 展前記者會及開幕式主持人
- 2025年 《中華民國114年元旦總統府升旗典禮》主持人
- 2024年 《第16屆中華民國總統副總統就職典禮國宴》主持人[7]
- 2020年 參加公視台語台 《全家有智慧》 外景主持人

## 平面廣告
- 2023年 Braun Taiwan 百靈
- 2022年 Garmin Taiwan
- 2022年 ROG Taiwan
- 2021年 YM sense Taiwan 優迷
- 2021年 Hilltop 山頂鳥
- 2021年 Phiten Taiwan 銀谷
- 2020年 Atunas 歐都納
- 2020年 NAMUA Taiwan
- 2020年 MOSHI
- 2020年 Atunas 歐都納 秋冬
- 2020年 Gogoro Taiwan
- 2019年 Garmin Taiwan
- 2019年 EVA AIR 長榮航空

## 動態廣告
- 2024年 KFC肯德基 （页面存档备份，存于）
- 2023年 Johnnie Walker Taiwan （页面存档备份，存于）
- 2023年 新加坡 Conrad Singapore （页面存档备份，存于）
- 2023年 泰國 S-26 GOLD （页面存档备份，存于）
- 2023年 Nissan Taiwan （页面存档备份，存于）
- 2023年 Ding Ling Taiwan 綠油精叮嚀 （页面存档备份，存于）
- 2023年 Braun Taiwan 百靈 （页面存档备份，存于）
- 2022年 Weider Daily Nutripack威德 （页面存档备份，存于）
- 2022年 Gogoro （页面存档备份，存于）
- 2021年 寶島眼鏡 （页面存档备份，存于）
- 2021年 ASRock電競電腦 （页面存档备份，存于）
- 2020年 NISSAN TAIWAN （页面存档备份，存于）
- 2020年 PX MART 全聯 （页面存档备份，存于）
- 2020年 Atunas 歐都納春夏 （页面存档备份，存于）
- 2020年 Atunas 歐都納秋冬 （页面存档备份，存于）
- 2020年 興富發建設 - 愛情河左岸 （页面存档备份，存于）
- 2020年 Amway 安麗 （页面存档备份，存于）

## 電視節目
| 年份   | 電視台     | 節目           | 性質                            |
| ------ | ---------- | -------------- | ------------------------------- |
| 2024年 | 民視       | 我們一家人     | 特別來賓 （页面存档备份，存于） |
| 2024年 | 公視台語台 | 台灣新眼界     | 特別來賓 （页面存档备份，存于） |
| 2023年 | 東森電視台 | 豈有此呂       | 特別來賓                        |
| 2023年 | 民視       | 全能歌手       | 特別來賓                        |
| 2023年 | 民視       | 民視第一發發發 | 特別來賓                        |
| 2021年 | 民視       | 民視第一發發發 | 特別來賓                        |
| 2020年 | 東森電視台 | 二分之一強     |                                 |
| 2020年 | 八大電視台 | WTO姐妹會      | 巴西代表                        |
| 2019年 | 民視       | 台灣那麼旺     | 踢館賽                          |

## 音樂錄影帶
- 2024年 安妮Annie《Last Weakness 最後的軟弱》 （页面存档备份，存于）
- 2022年 嬛嬛 （页面存档备份，存于）《癡心的陀螺-三立一家團圓金曲》
- 2021年 蘇宥蓉《蝴蝶亂飛 （页面存档备份，存于）》
- 2021年 林語菲《屬於你 （页面存档备份，存于）》
- 2021年 文豪《滿天淚》
- 2020年 蘇宥蓉《魔力 U&Me （页面存档备份，存于）》

## 外部連結
- 戴凱文官方的Facebook專頁
- 戴凱文個人的Facebook專頁
- 戴凱文的Instagram帳戶